# Copidosoma herbicola
Copidosoma herbicola är en stekelart som beskrevs av Sharkov 1988. Copidosoma herbicola ingår i släktet Copidosoma och familjen sköldlussteklar. Inga underarter finns listade i Catalogue of Life.